# Baltazar Mathias Keilhau
Baltazar Mathias Keilhau, född 2 november 1797 i Biris prästgård vid Mjøsa, död 1 januari 1858 i Kristiania, var en norsk geolog. 
Keilhau blev 1826 lektor i bergsvetenskaperna och var 1834-1857 professor i mineralogi i Kristiania (som efterträdare till Jens Esmark). Han invaldes 1839 som ledamot nummer 464 av Kungliga Vetenskapsakademien. Förutom en mängd resor i geologiskt syfte i Norge, för att åstadkomma en geologisk karta över landet (ett mål, som han tidigt föresatt sig och som han även uppnådde), företog han dylika bland annat även till Björnön och Svalbard.
Förutom många avhandlingar och uppsatser, behandlande Norges geologi, utgav han, med bidrag av flera författare, på tyska Gaea Norvegica (tre häften i folioformat, 1838-50; med en geologisk karta över hela landet). Hans förtjänster om utredandet av Norges geologi är betydande, även om hans åsikter i flera väsentliga frågor (såsom silursystemet i Oslotrakten, graniten, som han ansåg ha uppkommit genom "transmutation" av skiffer, med mera) snabbt miste sin aktualitet.